# Даллас (Південна Дакота)
Даллас (англ. Dallas) — місто (англ. town) в США, в окрузі Ґреґорі штату Південна Дакота. Населення — 89 осіб (2020).

## Географія
Даллас розташований за координатами 43°14′16″ пн. ш. 99°31′3″ зх. д. / 43.23778° пн. ш. 99.51750° зх. д. (43.237837, -99.517507).  За даними Бюро перепису населення США в 2010 році місто мало площу 1,31 км², уся площа — суходіл.

## Демографія
Згідно з переписом 2010 року, у місті мешкало 120 осіб у 48 домогосподарствах у складі 33 родин. Густота населення становила 92 особи/км².  Було 74 помешкання (57/км²).
Расовий склад населення:
| - 85,0 % — білих - 7,5 % — корінних американців - 0,8 % — азіатів - 1,7 % — осіб інших рас |

До двох чи більше рас належало 5,0 %. Частка іспаномовних становила 5,0 % від усіх жителів.
За віковим діапазоном населення розподілялося таким чином: 23,3 % — особи молодші 18 років, 59,2 % — особи у віці 18—64 років, 17,5 % — особи у віці 65 років та старші. Медіана віку мешканця становила 46,5 року. На 100 осіб жіночої статі у місті припадало 114,3 чоловіків;  на 100 жінок у віці від 18 років та старших — 114,0 чоловіків також старших 18 років.
Середній дохід на одне домашнє господарство  становив 59 911 долар США (медіана — 33 750), а середній дохід на одну сім'ю — 79 973 долари (медіана — 50 000). Медіана доходів становила 31 500 доларів для чоловіків та 21 667 доларів для жінок. За межею бідності перебувало 14,3 % осіб, у тому числі 7,7 % дітей у віці до 18 років та 0,0 % осіб у віці 65 років та старших.
Цивільне працевлаштоване населення становило 50 осіб. Основні галузі зайнятості: мистецтво, розваги та відпочинок — 24,0 %, будівництво — 24,0 %, роздрібна торгівля — 12,0 %, транспорт — 8,0 %.